# Terminal Rodoviário de Itabuna
O Terminal Rodoviário de Itabuna, oficialmente Terminal Rodoviário Francisco Ferreira da Silva, é o terminal rodoviário de ônibus de Itabuna, município do sul do estado brasileiro da Bahia. Está localizado na Avenida Amélia Amado, centro da cidade.
Foi inaugurado em 1967 e, desde 2007, é administrado pela empresa Pauma Administração e Serviços LTDA.
Conta com praça de alimentação, caixas eletrônicos, estacionamento, praça de táxi, etc. e os serviços de empresas de transporte como Rota Transportes, Cidade Sol, Expresso Brasileiro, Viação Águia Branca, Gontijo, Viação Novo Horizonte, Rio Doce, etc. Possui problemas de acessibilidade.